# 鄭培富
鄭培富，台灣政治人物，曾任台灣省政府秘書長。

## 簡歷
1983年考取基層特考乙等（相當現在的公務人員特種考試地方特考三等）土地行政人員行政組（相當現在的地政職系地政科）而展開公務員生涯，歷任屏東縣政府社會科科長、屏東縣政府計畫室主任、屏東縣政府民政局局長、行政院九二一震災災後重建推動委員會巡迴小組執行秘書、台灣省政府公管組副組長、台灣省政府經建組副組長、台灣省政府文教組組長、台灣省政府秘書長。2006年1月25日至2007年12月7日，台灣省政府主席懸缺，行政院授權台灣省政府秘書長代行。 
他是台灣台中東海大學公共事務研究所碩士，曾在國立中山大學公共事務管理研究所修讀公共行政研究班，在美國柏克萊加州大學研習專案計畫績效管理，在澳洲南澳大學研習觀光資源之經營與管理。 
他在1995年9月得到台灣省政府社會處社會福利榮譽章，1998年獲選屏東縣政府績優公務人員，2000年獲選台灣省政府模範公務人員。
| 前任： 林光華 | 臺灣省政府主席懸缺，行政院授權省秘書長代行 2006年1月25日—2007年12月7日 | 繼任： 林錫耀 |